# Diritti LGBT in Guinea Equatoriale
In Guinea Equatoriale non ci sono leggi che puniscono le persone LGBT ma non esistono nemmeno leggi contro la discriminazione nei loro confronti.

## Leggi sull'attività sessuale tra persone dello stesso sesso
L'omosessualità è legale in Guinea Equatoriale e lo è sempre stata.

## Riconoscimento delle relazioni tra persone dello stesso sesso
Le coppie omosessuali non hanno alcun riconoscimento legale.

## Protezioni contro la discriminazione
A partire dal 15 novembre 2022, l'articolo 364(2) del nuovo Codice penale vieta la discriminazione sul lavoro nei confronti di qualsiasi persona basata sul suo orientamento sessuale.
Inoltre, la Legge 1/2016 sulla Protezione dei Dati Personali stabilisce, agli articoli 10 e 41, la protezione dei dati personali relativi alla “vita sessuale” che comportano discriminazioni.

## Condizioni di vita
La relazione sui diritti umani del Dipartimento di Stato degli Stati Uniti del 2010 ha rilevato che "non ci sono leggi che criminalizzano l'orientamento sessuale, tuttavia, la stigmatizzazione della società e la discriminazione tradizionale contro gay e lesbiche erano forti e il governo ha fatto pochi sforzi per combatterlo".

## Tabella riassuntiva
| Attività e relazioni sessuali legali                                                  | (legale da sempre) |
| Parità dell'età di consenso                                                           | (dal 1931)         |
| Leggi anti-discriminazione sul lavoro                                                 | (dal 2022)         |
| Leggi anti-discriminazione nella fornitura di beni e servizi                          | No                 |
| Leggi anti-discriminazione in tutti gli altri settori (incluse le espressioni d'odio) | No                 |
| Matrimonio egualitario                                                                | No                 |
| Unione civile                                                                         | No                 |
| Step-child adoption                                                                   | No                 |
| Adozione                                                                              | No                 |
| Autorizzazione a prestare servizio nelle forze armate                                 |                    |
| Diritto di cambiare genere nei documenti                                              |                    |
| Accesso alla fecondazione in vitro per le lesbiche                                    | No                 |
| Surrogazione di maternità                                                             | No                 |
| Permesso di donare il sangue                                                          | No                 |